# Jane Tilden
Jane Tilden, född 16 november 1910 i Aussig an der Elbe, Österrike-Ungern (nu Ústí nad Labem, Tjeckien), död 27 augusti 2002 i Kitzbühel, Tyrolen, Österrike, var en österrikisk skådespelare. Tilden filmdebuterade 1936 och gjorde sin sista filmroll 1998. För TV var hon verksam till år 2000. Hon var anställd vid teatrar som  Theater in der Josefstadt och Burgtheater.

## Filmografi, urval
- 1938 – Blåräven
- 1941 – Axel tar chansen!
- 1953 – Pricken ordnar allt
- 1957 – Wien, mina drömmars stad
- 1958 – Resan till Rom
- 1979 – En kärleksvals i Wien